# Pompadour (corte de cabelo)

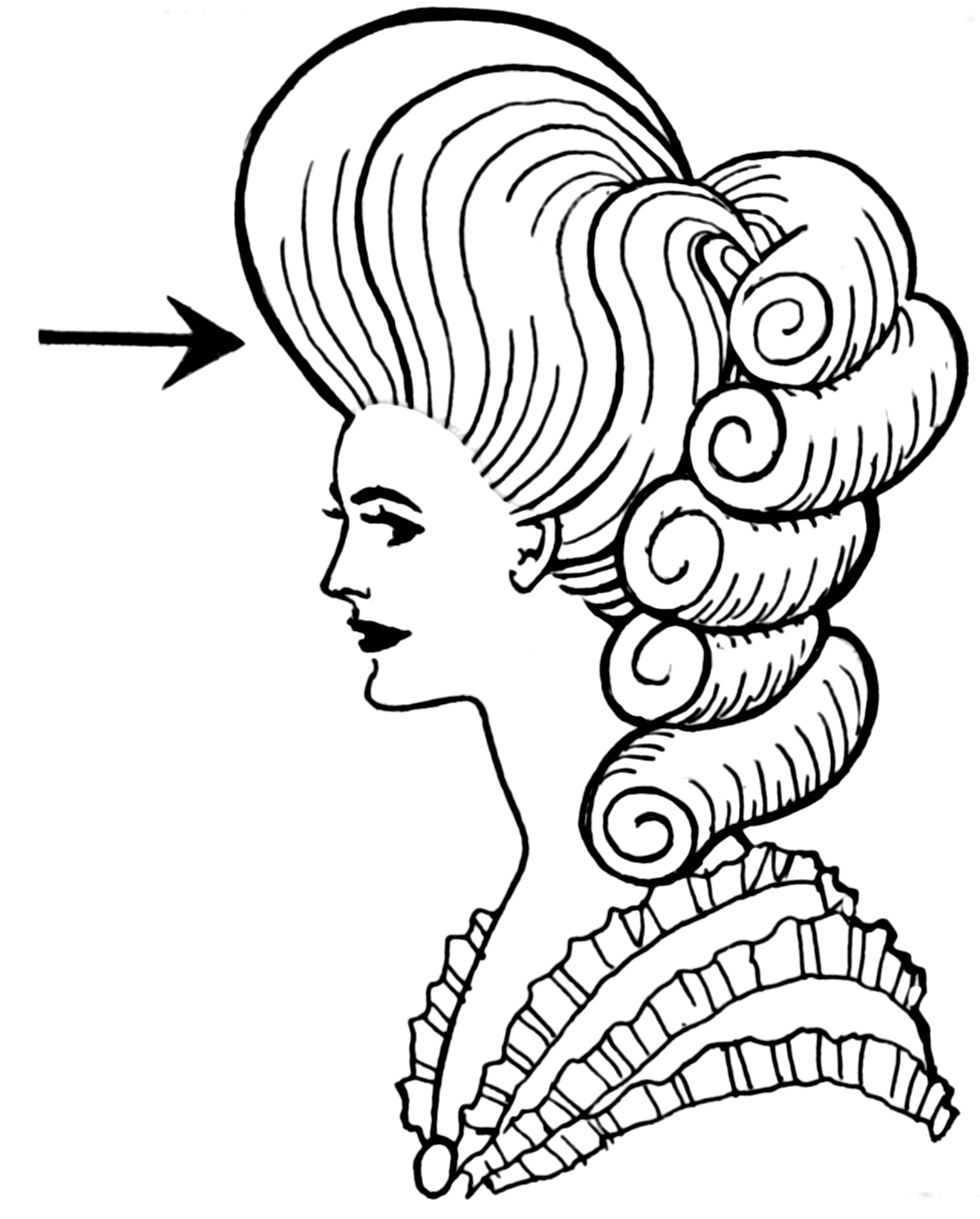

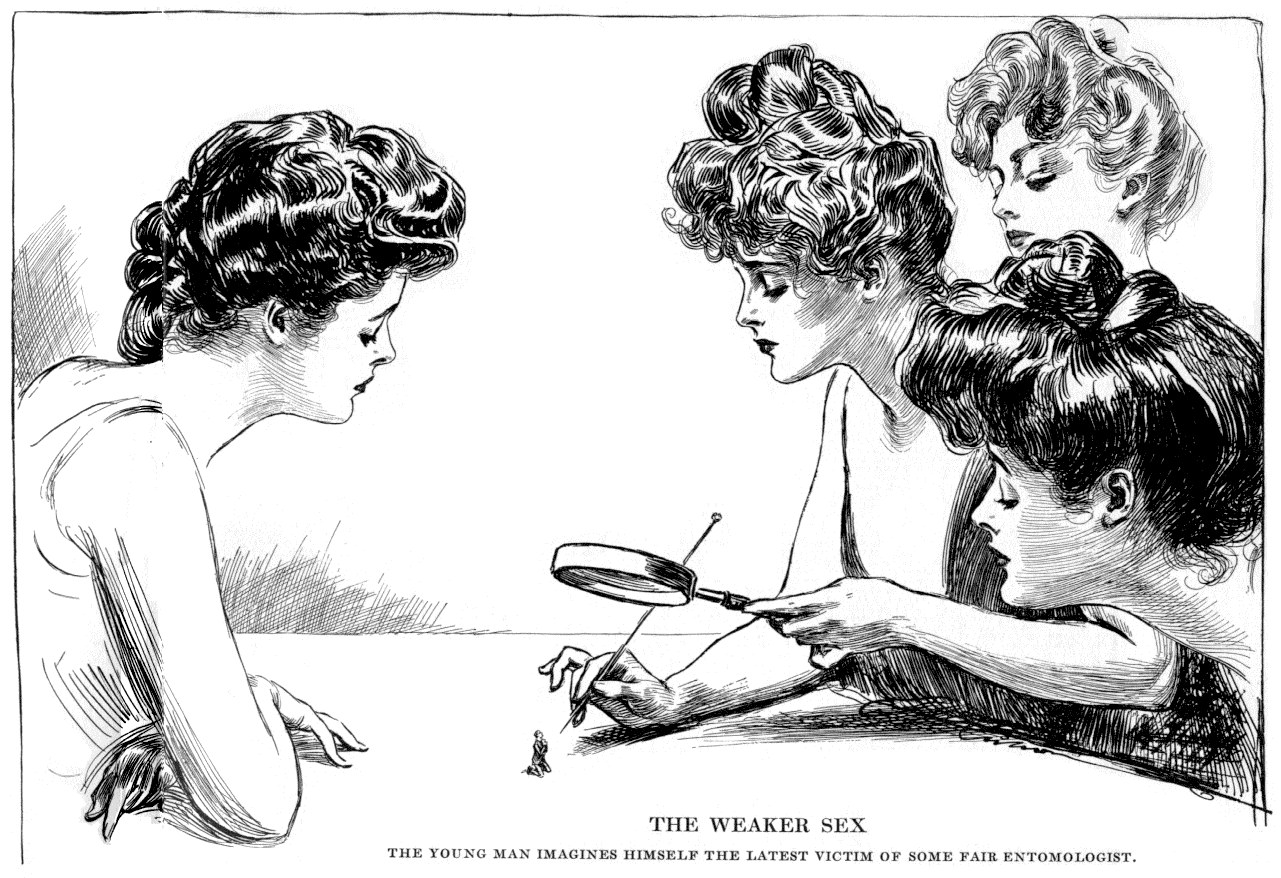
O pompadour foi uma parte essencial do visual "Gibson Girl".

Pompadour é um penteado que é nomeado em homenagem à Madame de Pompadour (1721-1764), amante do rei Luís XV de França. Embora existam numerosas variações do estilo para homens, mulheres e crianças, o conceito básico é o cabelo penteado para cima do rosto e descansado acima da testa, e às vezes desfeitos pelos lados e por trás também.
Após a sua popularidade inicial na moda feminina no século XVIII, o estilo foi revivido como parte do visual de uma Gibson Girl na década de 1890 e continuou a estar em voga até à Primeira Guerra Mundial. O estilo esteve em voga para as mulheres mais uma vez na década de 1940. A versão masculina, usada pelo existencialista Franz Kafka e as primeiras estrelas do rock and roll, como Elvis Presley, foi popular no final da década de 1950 e início da década de 1960, e teve um renascimento em meados de 2010. As variações do estilo pompadour continuam a ser usadas por homens e mulheres no século XXI.

## Estilo feminino
Entre as mulheres, o penteado se tornou marginalmente popular novamente nos primeiros anos do século XXI. Ele pode ser criado ao pentear para trás ou puxar as raízes do cabelo dos lados em direção ao topo da cabeça. Então, o cabelo é penteado e sobre os cabelos puxados, para fora da testa, a frente para cima enrolada para trás e os lados puxados para frente em direção ao centro.

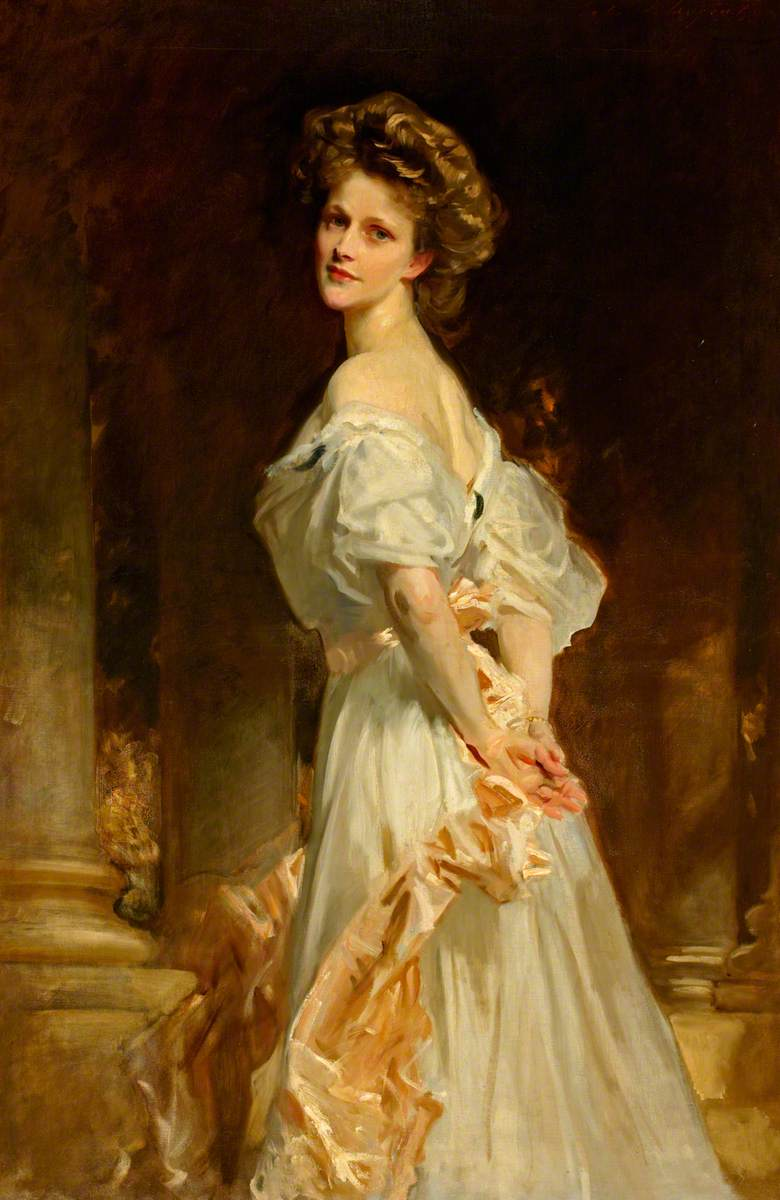
Nancy Astor usando um estilo pompadour em um retrato famoso de John Singer Sargent, 1909.
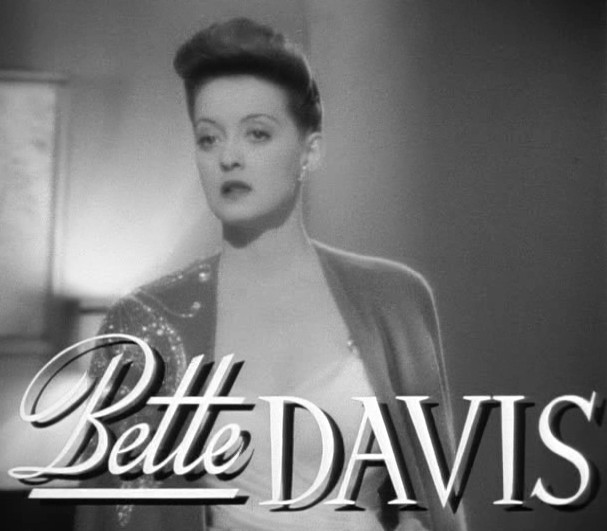
Bette Davis usando um pompadour atualizado no filme Now, Voyager, 1942.
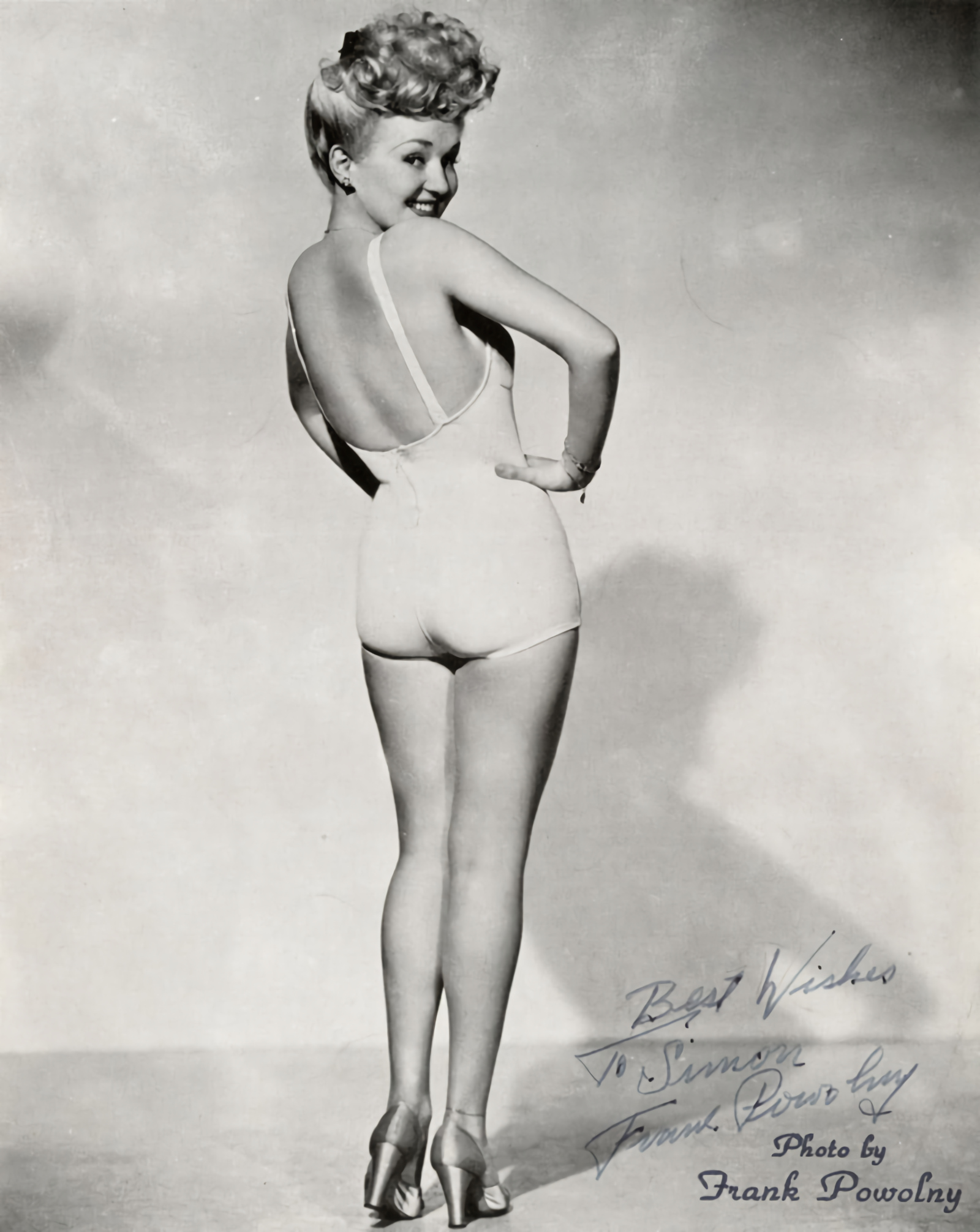
Betty Grable atriz e pin-up da II Guerra Mundial usando outra variante de pompadour, 1943.

## Estilo masculino

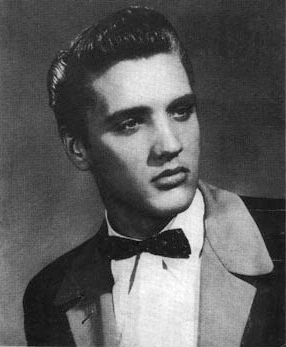
Elvis Presley com um corte de cabelo pompadour na metade dos anos 50s.

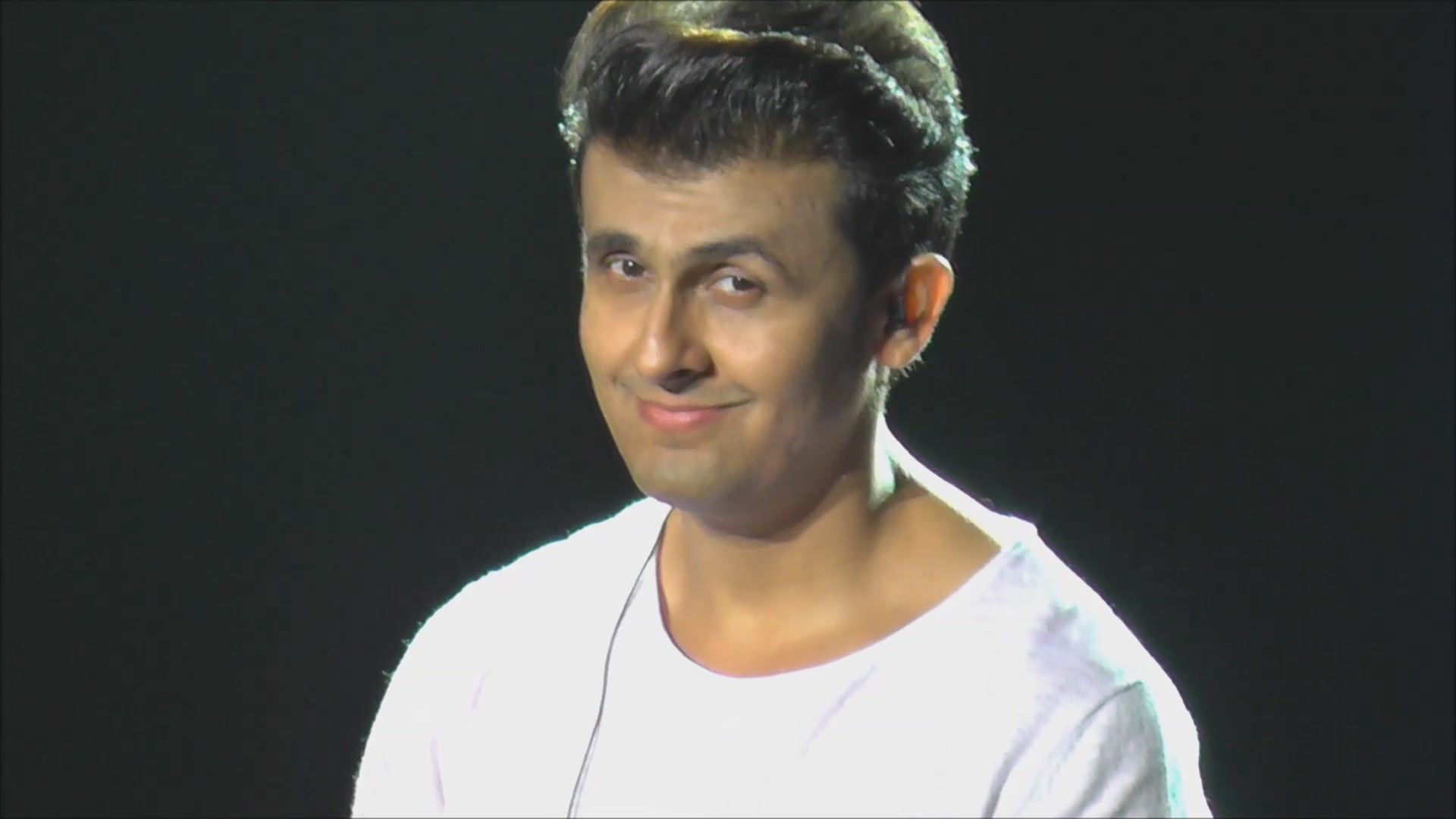
Pop star indiano Sonu Nigam com a moderna adaptação do corte Teddy Boy

Durante a década de 80, o estilo de cabelo de pompadour foi adotado por aqueles apaixonados pela cultura vintage do final da década de 50 e início dos anos 60, que incluía carros antigos, hot rods, muscle cars, música folclórica americana, greasers, Teddy Boys, rockabilly e imitadores de Elvis Presley.
Celebridades conhecidas por usar pompadour durante as décadas de 1950 e 1960 incluem Little Richard e o afeganistão Ahmad Zahir, bem como atores como James Dean, Marlon Brando e Desi Arnaz.
Existem variantes latinas desse estilo de cabelo mais associadas às tendências da moda do tango europeu e argentino e ocasionalmente com gêneros musicais do final do século XX, como rockabilly e música country. Durante a década de 30 e 40, o pompadour e o rabo de pato eram populares entre os hipsters da época e os zoot suits mexicanos.
Este estilo tornou-se popular entre os cholos, os ítalo-americanos e a subcultura "goombah" ou "guido".[carece de fontes?] O estilo é muitas vezes parodiado em shows como The Sopranos ou Jersey Shore, que retratam personagens negativamente estereotipados, especialmente Silvio Dante.
Na cultura popular japonesa moderna, o pompadour é um penteado estereotipado, muitas vezes usado por membros de gangues, bandidos, membros da Yakuza e sua contraparte menor Bōsōzoku e outros grupos similares, como o yankii (bandidos do ensino médio). No Japão, o estilo é conhecido como o penteado "Regente", e muitas vezes é caricaturado em várias formas de mídia de entretenimento, como anime, mangá, televisão e vídeo-clipes, muitas vezes em níveis improváveis de comprimento e volume. O punch perm combina elementos do penteado afro e o tradicional pompadour. Este estilo, também, é estereotipicamente usado por membros menos respeitáveis da sociedade, incluindo a yakuza, bōsōzoku e chinpira (bandidos de rua).
Na subcultura psychobilly, o pompadour é ligeiramente modificado para formar o quiff. O quiff é um penteado usado pelos fãs e músicos de Psychobilly (Kim Nekroman, líder da Nekromantix, por exemplo). Uma cunha psychobilly é uma espécie de mistura entre um penteado moicano e o pompadour, onde o cabelo é raspado do lado e o meio não é pontudo, mas penteado para trás e levantado como um pompadour.
Hoje, o penteado pompadour é usado em celebridades que incluem Conan O'Brien, Bruno Mars, Morrissey, David Beckham, Drake Bell, Zac Efron, Zayn Malik, Alex Turner de Arctic Monkeys e Justin Timberlake.